# Mai 1806
Cette page présente les faits marquants du mois de mai 1806.

## Événements
- 10 mai, France :
  - loi créant « l'Université impériale » ou Université de France. Elle obtient le monopole de l’enseignement le 17 septembre 1808);
  - rétablissement de la Cour des comptes.

- 16 mai : un décret du conseil britannique déclare un blocus sur les côtes de l’Elbe à Brest[1].

- 22 mai : l’expédition de Amaro José et João Baptista, partie en 1802, quitte la cour du mwata Kazembe avec l’autorisation de traverser le royaume (1806-1814). Ils réussissent pour la première fois à traverser le continent et à joindre l’Angola au Mozambique, au prix d’une détention de plusieurs années[2].

- 24 mai : traité de Paris créant le royaume de Hollande[3].

- 26 mai : les Français occupent Raguse[4].

- 30 mai, États-Unis : Andrew Jackson, âgé de 19 ans, qui deviendra président des États-Unis en 1829, tue un homme en duel après que cet homme eut accusé sa femme de bigamie.

## Naissances
- 5 mai : 
  - Adelaide Bono, dite Cairoli (morte le 27 mars 1871), une patriote italienne.
  - Henri Mathon de Fogères (mort le 21 novembre 1864), une personnalité politique française.
- 20 mai : John Stuart Mill (mort en 1873), philosophe, logicien et économiste britannique.

## Décès
- 15 mai : Jacques Philippe Martin Cels (né en 1740), botaniste français spécialisé en horticulture.
- 29 mai : Jean Chanorier (né en 1746), agronome et homme politique français.